# Baynes Bat
Baynes Bat (tên khác là Slingsby-Baynes Bat) là một mẫu tàu lượn thử nghiệm trong Chiến tranh thế giới II, do L.E. Baynes thiết kế.

## Quốc gia sử dụng
Anh Quốc
- Viện nghiên cứu khoa học không quân

## Tính năng kỹ chiến thuật
Dữ liệu lấy từ Aeroplane Monthly
Đặc tính tổng quát
- Kíp lái: 1
- Chiều dài: 11 ft 4 in (3,46 m)
- Sải cánh: 33 ft 4 in (10,16 m)
- Chiều cao: 4 ft 4,8 in (1,340 m)
- Diện tích cánh: 160,0 foot vuông (14,86 m2)
- Tỉ số mặt cắt: 7
- Trọng lượng rỗng: 763 lb (346,1 kg)
- Trọng lượng có tải: 963 lb (436,8 kg)

Hiệu suất bay
- Vận tốc cực đại: 120 mph; 104 kn (193 km/h)
- Vận tốc hành trình: 80 mph; 70 kn (129 km/h)
- Vận tốc tắt ngưỡng: 40 mph; 35 kn (64 km/h)
- Tải trên cánh: 6,0 lb/foot vuông (29,3 kg/m2)